# Idioma cuitlateco
El cuitlateco es una lengua indígena de México, en la actualidad extinta y que anteriormente se había hablado en el territorio del actual estado de Guerrero por los cuitlatecos. Esta lengua no debe confundirse con el idioma cuicateco.

## Distribución geográfica e historia
El cuitlateco se habló en el estado mexicano de Guerrero. Hacia 1930, la lengua sólo sobrevivía en San Miguel Totolapan.  La última hablante de le lengua, Juana Can, se cree que murió en los años 1960.
Posiblemente las personas de la cultura Mezcala, o parte de ellos, eran hablantes de cuitlateco. El nombre cuitlateco es un exónimo despectivo, que los mexicas dieron a este pueblo. Literalmente cuitlateco proviene del náhuatl cuitlatl 'excremento', aunque se desconoce la razón concreta porqué usaron un gentilicio así de despectivo para referirse a los cuitlatecos, a pesar de que los mexicas frecuentemente usaron nombres despectivos para los pueblos rivales.
Sobre los Cuitlatecos han surgido diversas opiniones que los colocan hace mil o más años e incluso antes de Cristo, pero en el libro Crónicas de Tierra Caliente del Ing. Alfredo Mundo Fernández, de 2014, se dice que surgen en el siglo XII de acuerdo a datos del Dr. Nicolás León que fue director del Museo Michoacano y fundador de los Anales del Museo Michoacano, autor de más de 350 obras sobre los tarascos, además de otros historiadores del siglo XVII y del XVIII como fray Alonso de la Rea y el licenciado Juan José Moreno. Dice el citado libro de Crónicas de Tierra Caliente que el libro de La Rea es de 1639 y de Juan José Moreno de 1776, y son "Crónica de la Orden de N. P. S Francisco...", y "Fragmentos de la Vida y Virtudes de la V. Ilustrísimo y Rmo. Sr. D. Vasco de Quiroga", respectivamente. Ahí se dice que "la lengua cuitlateca es hija de (la lengua) mexicana o (es) la mexicana barbarizada", que hecha por tierra lo que algunos comentan que la lengua cuitlateca no tiene que ver con la mexicana. Esto lo apoyan los tres célebres historiadores anteriores, y el libro Crónicas de Tierra Caliente desglosa el por qué: el Dr. León dice en su libro Los Tarascos de 1902 que en el siglo XII pasan por el lago de Pátzcuaro en Michoacán los aztecas o mexicas, rumbo al valle de México. Pero un grupo de ellos decide quedarse en ese lugar con sus familias, debido a cierta fricción, y deciden cambiar de lenguaje y de costumbres, por lo que se atraen el odio de sus compañeros que continúan el viaje. Las tribus que ya estaban asentadas alrededor del lago de Pátzcuaro le llaman a esos extraños como TECOS, que según el Vocabulario Tarasco de Maturino Gilberti, de 1559, significa "mexicano" o bien "extranjero", que también lo afirma el Dr. Nicolás León en su citada obra. Continúa narrando el libro Crónicas de Tierra Caliente del Ing. Alfredo Mundo Fernández, que esos Tecos crecen en número con el paso del tiempo y emigran a otros lugares donde adquieren otros nombres: en lo que hoy es Jalisco les llaman Tecoxines, en Oaxaca Chochos, en Puebla Popolucos, en Tlaxcala Pinomes, y en Tierra Caliente les llaman CUITLATECOS y otras designaciones. Este último nombre lo retomaron del que usaron los mexicas que continuaron su viaje, que muy enojados con los que rechazaron su lengua y costumbres le agregaron a TECOS el despectivo de CUITLATL que significa "excremento", aunque en su forma vulgar. De esta manera su nombre era ahora el de Cuitlatecas o Cuitlatecos que significa "mexicanos del excremento". Los Cuitlatecos se asentaron principalmente en los pueblos que después se llamaron Totolapan y Ajuchitlán, pero también los hubo en Cutzamala, Coyuca y Pungarabato según el Manuscrito de 1631, La Minuta del Obispado de Michoacán, según la citada obra de Crónicas de Tierra Caliente. En 1550 había muchos hablantes del Cuitlateco en Ajuchitlán, según la obra de 1776 del licenciado Juan José Moreno quien dice en una carta que la lengua Cuitlateca "la redujo a reglas y arte el señor D. Martín de Espinosa y Monzón siendo cura en el Partido de Ajuchitlán donde hay algunos pueblos que la hablan...", y aparte de Ajuchitlán estaba también Totolapan. La Relación de Ajuchitlán, escrita en 1579 por el corregidor Diego Garcés y Antón de Rodas que era gran lengua tarasca y cuitlateca, dice que los Cuitlatecos de Ajuchitlán eran muy belicosos, que les gustaba el cohecho y molestaban más que los tarascos. Esa misma Relación dice que el nombre de Ajuchitlán en Cuitlateco era Tithichuc umo que significa "agua con flores", y donde "umo" o "uma" es "agua", por lo que la otra parte es "flor". De acuerdo con el Diccionario Cuitlateco de Totolapan el nombre de este pueblo en Cuitlateco debe haber sido "Tajculi umo", pues Tajculi es "guajolote" y "umo" es "agua", según el Ing. Alfredo Mundo Fernández, recordando que Totolapan está en náhuatl y significa "guajolote en el agua".
La última hablante del Cuitlateco fue una mujer llamada Juana Can, que muere en los años 60s del siglo pasado, pero que alcanzó a entrevistarla Roberto Escalante Hernández y lo pone en su libro de 1962 "El Cuitlateco".

## Clasificación
No se ha probado satisfactoriamente que el cuitlateco esté emparentado con ninguna otra familia de lenguas de América, por lo que se considera que es una lengua aislada genuina.

### Relación con otras lenguas
En su polémica clasificación de las lenguas indígenas americanas, Joseph Greenberg y Merritt Ruhlen especularon con el parentesco de cuitlateco y las lenguas chibchas, junto con otra serie de lenguas mesoamericanas y sudamericanas usualmente consideradas por otros autores sin relación. Por otra parte, R. Escalante sugiere una posible relación con las lenguas utoaztecas. Ninguna de estas propuestas tiene aceptación general.

## Descripción lingüística

### Fonología
El inventario consonántico del cuitlateco viene dado por:
|             | Bilabial | Dental | Palatal | Velar | Labio-velar | Glotal |
| Oclusiva    | p b      | t d    |         | k ɡ   | kʷ          | ʔ      |
| Africada    |          |        | tʃ      |       |             |        |
| Fricativa   |          | ɬ      | ʃ       |       |             | h      |
| Nasal       | m        | n      |         |       |             |        |
| Aproximante |          | l      | j       |       | w           |        |

- Los sonidos /f/, /s/, /r/ y /ɾ/ sólo se encuentran préstamos léxicos del español.

El inventario vocálico del cuitlateco es el siguiente:
|         | Anterior | Central | Posterior |
| ------- | -------- | ------- | --------- |
| Cerrada | i        | ɨ       | u         |
| Abierto | e        | a       | o         |

### Gramática
Las oraciones transitivas usualmente tienen el orden sintáctico SVO y el adjetivo precede al nombre al que modifica.

## Vocabulario
Algunas palabras en cuitleteco:
| Cuitleteco | Español           |
| ---------- | ----------------- |
| aʔnelgái   | los cuitlatecos   |
| uhpɨnéʔlu  | idioma cuitlateco |

Nombres de algunos árboles en cuitleteco:
| Cuitleteco         | Nombre común           | Nombre científico                          |
| ------------------ | ---------------------- | ------------------------------------------ |
| citakáʔli          | cascalote, nacascolotl | Vachellia farnesiana, Caesalpinia coriaria |
| éhci               | capire                 | Sideroxylon capiri                         |
| nempáʔa            | pinzán, guamúchil      | Pithecellobium dulce                       |
| ɨncipéʔɬu          | charamasca             | Tanacetum annuum                           |
| puɬɨʔmelpɨmɨ       | nanche de perro        | Byrsonima crassifolia                      |
| ɬɨmʃíli; ʃemɨʔʃilí | tololote               | Andira inermis                             |
| ʃiɬiʔá             | cuitaz                 | Lysiloma divaricatum                       |
| wíhci              | chucumpún              | Cyrtocarpa procera                         |
| yóʔo               | guaje                  | Leucaena leucocephala                      |
| mɨnɨmɨli           | cacahuananche          | Gliricidia sepium, Licania arborea''       |

Algunos nombres toponímicos:
| Cuitleteco   | Español                    |
| ------------ | -------------------------- |
| ʃamigéli     | San Miguel Totolapan       |
| ʃiʃmɨwɨ      | Ajuchitlán                 |
| pulkúʔwɨ     | Ciudad de México           |
| meʔmeltéhpɨ  | Come-Lagarto (Valle Luz I) |
| ʃawɨleʔonóʔo | Los Ilamos                 |
| kiʔculyɨʃɨmi | Loma de los Coyotes        |
| ɬɨwɨ         | águila; cerro del Águila   |
| pɨcibíɬi     | cerro cercano a Totolapan  |
| meʃɨnó       | Mesa                       |